# Taphrina hiratsukae
Taphrina hiratsukae är en svampart som tillhör divisionen sporsäcksvampar, och som beskrevs av Nishida. Taphrina hiratsukae ingår i släktet Taphrina, och familjen häxkvastsvampar. Arten är reproducerande i Sverige.